# Sint-Bavokerk (Zittaart)

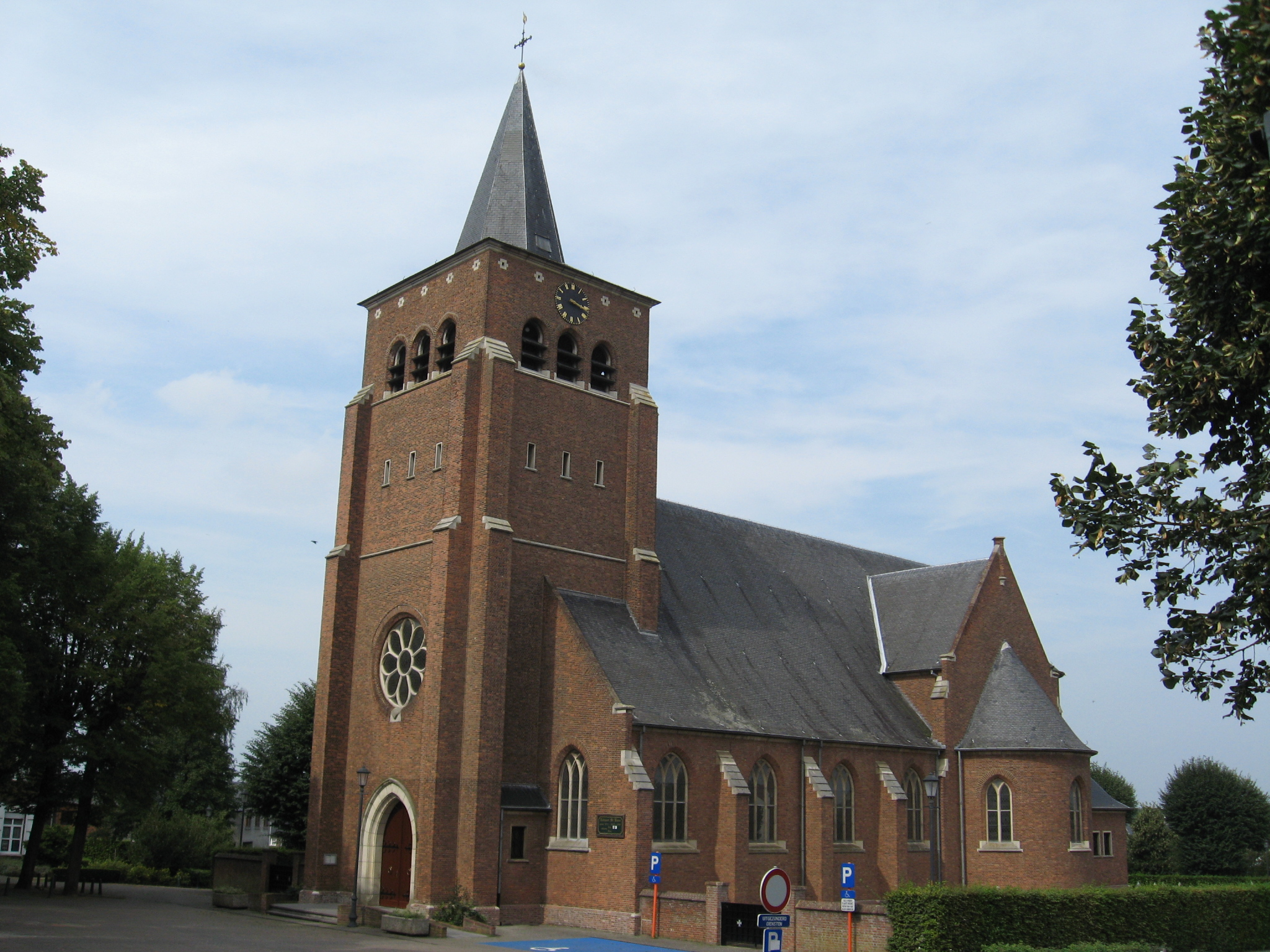
Sint-Bavokerk

De Sint-Bavokerk is de parochiekerk van de tot de Antwerpse gemeente Meerhout behorende plaats Zittaart, gelegen aan de Lindestraat.

## Geschiedenis
Omstreeks 1600 werd een kapel gebouwd op de Zittartse Schans. In 1872 werd Zittaart een zelfstandige parochie. In 1874 werd een kerk gebouwd naar ontwerp van Pieter Jozef Taeymans. Deze kerk werd echter in 1940 door het Belgische leger opgeblazen.
In 1948 werd een nieuwe kerk gebouwd naar ontwerp van René Joseph Van Steenbergen sr.

## Gebouw
Het betreft een naar het noordoosten georiënteerde bakstenen driebeukige kruiskerk met halfingebouwde zuidwesttoren. De toren heeft drie geledingen en een ingesnoerde naaldspits. De transeptarmen en het koor zijn halfrond afgesloten.
Het interieur wordt overkluisd door houten spitstongewelven. De kunstvoorwerpen in de kerk zijn voornamelijk 19e-eeuws.